# Danijel Anđelković
Danijel Anđelković (Lazarevac, 28. kolovoza 1978.) srbijanski je rukometni reprezentativac. 
Član je rukometnog kluba Fenix Toulouse Handball. Igra na poziciji srednjeg beka.
Rukometom se počeo baviti s dvanaest godina. Sa 17 godina trener mu postaje Dragan Đukić i tada postiže napredak u kvaliteti koja je bila očigledna. Poslije dvije godine treniranja s Đukićem, Danijel prelazi u Crvenu zvezdu u koju ga je poslije godinu dana slijedio i Đukić, kao trener.
Iz Zvezde prelazi u Sintelon, a poslije gašenja kluba, Anđelković odlazi u Švedsku, u geteburški Savehof, s kojim je postao prvak Švedske. Odmah po završetku sezone napušta Švedsku i prelazi u Mađarsku u segedinski Pick Szeged s kojim nastupa u rukometnoj Ligi prvaka, a 2010. prelazi u francuski Fenix Toulouse Handball.

## Igračka karijera

### Klupska karijera
- Crvena zvezda (do 2001.)
- Sintelon (2001. – 2003.)
- IK Sävehof (2003. – 2004.)
- SC Pick Szeged (2004. – 2010.)
- Fenix Toulouse Handball (2010. –)

### Reprezentativna karijera
S reprezentacijom SR Jugoslavije osvojio je brončano odličje na svjetskom rukometnom prvenstvu u Francuskoj 2001. godine.

## Vanjske poveznice
- Profil na mrežnoj stranici Lige prvaka